# 티싸
티싸(베트남어: Thị xã / 市社) 또는 시사(市社)는 베트남의 읍 단위에서 소도시 규모에 이르는 2단계 행정 단위이다. 713개 단위로 분할되는 군, 현, 시와 동등한 지위를 가지고 있다. 법령에 근거하여 티싸는 공식적으로 3급 ~ 4급 시로 분류된다.
티싸는 베트남 한 성의 성할시가 될 수는 있지만, 2단계 행정 단위로 중앙직할시는 되지 못한다. 3단계 행정 단위에서 티싸는 프엉(坊)과 싸(社)로 나눠진다.

## 동급 행정 단위
베트남에서 시사와 동급의 2단계 행정 단위로 다음과 같은 것들이 있다.
| 행정 구역 | 베트남어           | 한월어 | 하위 행정 단위 |
| --------- | ------------------ | ------ | -------------- |
| 군        | Quận / 꽌          | 郡     | 프엉           |
| 현        | Huyện / 후옌       | 縣     | 프엉, 티쩐, 싸 |
| 성시      | Thành phố / 타인포 | 城舖   | 프엉, 싸       |
| 시사      | Thị xã / 티싸      | 市社   | 프엉, 싸       |

군(郡)은 도시 지역에만 적용되며, 프엉(坊)으로만 구성된다. 그러나 성시와 시사는 프엉(坊)과 싸(社)로 구성될 수 있다. 시사는 성시와 비슷하지만, 인구 밀도가 더 작다. 중앙직할시는 시사를 포함할 수 있지만(예: 하노이 선떠이), 성시를 포함하지는 못한다.
시사는 도시로 분류되며 주민은 도시 인구로 분류되지만, 아직 농업에 종사하는 주민도 일부 존재한다. 사사의 주요 경제 활동에는 산업, 서비스와 비즈니스가 포함된다.

## 승격과 강등
정기적으로 시진(베트남어: thị trấn / 市鎭 티쩐)은 시사로 승격할 수 있으며, 시사 또한 성시로 승격될 수 있다. 그러나 역으로 시사도 성의 합병 등의 이유로 시진으로 강등될 수도 있다. 안록(빈롱성의 이전 성도), 송꺼우(푸옌성의 이전 성도)가 대표적인 예이다.
어떤 시사는 일정 시간 시진으로 강등되었다가 다시 시사로 회복하기도 했다. 응히아로, 박깐, 도선, 푹옌, 하띠엔, 비타인, 자응이어가 대표적인 예이다.
시사가 강등되면 도시 지역은 시진이 되고, 교외는 현으로 합병되거나, 싸로 지정된다. 일부 시사는 시진이 되거나 재지정되지 못하기도 한다. 지금까지, 동나이성의 도르엉, 띠엔옌, 닌장, 깟바, 빈안이 대표적인 예이다.

## 시사 목록
| 이름     | 성/중앙직할시  | 인구    | 면적 (km2) | 지정년도 | 등급 |
| -------- | -------------- | ------- | ---------- | -------- | ---- |
| 안케     | 잘라이성       | 63,118  | 199.12     | 2003     | 4    |
| 안년     | 빈딘성         | 178,817 | 242.64     | 2011     | 4    |
| 아윤빠   | 잘라이성       | 35,058  | 287        | 2007     | 4    |
| 바돈     | 꽝빈성         | 115,196 | 163.18     | 2013     | 4    |
| 빔선     | 타인호아성     | 56,893  | 66.88      | 1981     | 3    |
| 빈롱     | 빈프억성       | 105,520 | 126.28     | 2009     | 4    |
| 빈민     | 빈롱성         | 95,285  | 93.62      | 2012     | 4    |
| 부온호   | 닥락성         | 101,554 | 282.06     | 2008     | 4    |
| 까일러이 | 띠엔장성       | 123,775 | 140.20     | 2008     | 3    |
| 끄얼로   | 응에안성       | 55,000  | 28         | 1994     | 3    |
| 낀몬     | 하이즈엉성     | 203,638 | 165.33     | 2019     | 4    |
| 디엔반   | 꽝남성         | 235,013 | 214.30     | 2015     | 4    |
| 득포     | 꽝응아이성     | 154,492 | 371.67     | 2020     | 4    |
| 동찌에우 | 꽝닌성         | 179,902 | 397.20     | 2015     | 4    |
| 동호아   | 푸옌성         | 119,991 | 265.62     | 2020     | 4    |
| 자라이   | 박리에우성     | 140,516 | 354.70     | 2015     | 4    |
| 짱방     | 떠이닌성       | 183,385 | 338        | 2020     | 4    |
| 주이띠엔 | 하남성         | 154,016 | 121        | 2019     | 4    |
| 주옌하이 | 짜빈성         | 66,350  | 177.1      | 2015     | 4    |
| 호앙마이 | 응에안성       | 105,105 | 169.75     | 2013     | 4    |
| 호아타인 | 떠이닌성       | 152,339 | 82         | 2020     | 4    |
| 호아이년 | 빈딘성         | 212,063 | 420.84     | 2020     | 4    |
| 홍린     | 하띤성         | 36,805  | 58.55      | 1992     | 4    |
| 흐엉투이 | 후에           | 96,525  | 458.17     | 2010     | 4    |
| 흐엉짜   | 후에           | 118,354 | 518.53     | 2011     | 4    |
| 끼엔뜨엉 | 롱안성         | 64,589  | 204.28     | 2013     | 4    |
| 끼아인   | 하띤성         | 85,500  | 280.30     | 2015     | 4    |
| 라지     | 빈투언성       | 112,558 | 182.82     | 2005     | 3    |
| 롱미     | 허우장성       | 74,694  | 144.00     | 2015     | 3    |
| 므엉라이 | 디엔비엔성     | 14,379  | 114.03     | 1971     | 4    |
| 미하오   | 흥옌성         | 110,268 | 791        | 2019     | 4    |
| 응아남   | 속짱성         | 84,022  | 242.20     | 2013     | 4    |
| 응이어로 | 옌바이성       | 26,000  | 29.66      | 1995     | 4    |
| 응이선   | 타인호아성     | 307,304 | 455.61     | 2020     | 4    |
| 닌호아   | 카인호아성     | 233,558 | 1197.77    | 2010     | 4    |
| 푸미     | 바리어붕따우성 | 213,658 | 333.84     | 2018     | 4    |
| 푸토     | 푸토성         | 62,000  | 64.5       | 1903     | 3    |
| 프억롱   | 빈푹성         | 50,019  | 118.83     | 2009     | 4    |
| 꽝찌     | 꽝찌성         | 22,760  | 44.03      | 1989     | 4    |
| 꽝옌     | 꽝닌성         | 139,596 | 314.2      | 2011     | 4    |
| 사빠     | 라오까이성     | 61,498  | 681.37     | 2019     | 4    |
| 송꺼우   | 푸옌성         | 101,521 | 489.28     | 2009     | 3    |
| 선떠이   | 하노이         | 181,831 | 113.5      | 1903     | 3    |
| 떤쩌우   | 안장성         | 184,129 | 175.7      | 2009     | 3    |
| 떤우옌   | 빈즈엉성       | 190,564 | 192.50     | 2013     | 3    |
| 타이호아 | 응에안성       | 66,000  | 135        | 2007     | 4    |
| 빈쩌우   | 속짱성         | 163,918 | 473.4      | 2011     | 4    |

## 같이 보기
- 므앙